# Sarah Maria Rizea
Sarah Maria Rizea (8 novembre 2007) è una nuotatrice artistica italiana.

## Palmarès
- Europei

Belgrado 2024: argento nel duo misto tecnico
- Mondiali giovanili:

Lima 2024: bronzo nel duo misto tecnico.

### Coppa del Mondo
- 4 podi:
  - 1 secondo posto (1 nel duo)
  - 3 terzi posti (3 nel duo)